# Esporte Clube Juventude
L'Esporte Clube Juventude és un club de futbol brasiler de la ciutat de Caxias do Sul a l'estat de Rio Grande do Sul.

## Història
El Juventude va ser fundat el 29 de juny de 1913 per 35 joves de Caxias do Sul, descendents d'italians immigrants. Antônio Chiaradia Neto fou escollit primer president. El seu primer partit fou el 20 de juliol, contra el Serrano, de la ciutat de Carlos Barbosa amb marcador final 4-0 a favor del Juventude. La primera derrota la sofrí el 8 de març de 1915 contra el Fußball, un club de la ciutat veïna de Montenegro, amb resultat final de 4-1. S'havia trencat una ratxa de 23 partits consecutius guanyats.
L'any 1919, el Juventude s'afilià a la federació de Rio Grande do Sul i el 1920 es passà al professionalisme, fitxant alguns jugadors uruguaians.
Amb el patrocini de l'empresa Parmalat, l'any 1993, el club experimentà un important creixement que el situà a l'elit del futbol brasiler. El 1994, guanyà el campionat brasiler de segona divisió i ascendí a la màxima categoria. El 1998, venç al Campionat gaúcho sense perdre cap partit. El 1999, guanyà el seu títol més destacat, la Copa do Brasil. Això li permeté participar la temporada següent, per primer cop, a la Copa Libertadores de América.
El gran rival del Juventude és la Sociedade Esportiva e Recreativa Caxias do Sul. El derbi entre ambdós s'anomena Ca-Ju. El primer derbi entre ambdós es disputà l'11 de desembre de 1975, amb victòria del Juventude per 1-0.

## Estadi
L'estadi del Juventude és l'Estádio Alfredo Jaconi, inaugurat el 1975, amb capacitat per a 30.519 espectadors.

## Palmarès
- 1 Campionat brasiler de futbol: 1994
- 1 Copa brasilera de futbol: 1999
- 1 Campionat gaúcho: 1998